# Edgar Irmscher
Edgar Irmscher (1887 - 1968 ) foi um  botânico, pteridólogo e briólogo alemão .
Foi um dastacado especialista no gênero botãnico Begonia L. 1753.
Foi por muitos anos, curador do "Instituto de Botânica Geral da Universidade de Hamburgo".

## Algumas publicações
- Engler, HGA; E Irmscher. 1916. Saxifragaceae-Saxifraga, etc. Das Pflanzenreich. Hft. 67, 69

- Realizou mais de 640 identificações e classificações de novas espécies de begônias.